# Braye-sous-Faye
Braye-sous-Faye là một xã thuộc tỉnh Indre-et-Loire trong vùng Centre-Val de Loire ở miền trung nước Pháp.